# 2003年のバスケットボール
< 2003年 | 2003年のスポーツ
2003年のバスケットボール（2003ねんのバスケットボール）では、2003年（平成15年）のバスケットボール関連の出来事をまとめる。

## できごと
- 2月 - 日本男子代表ヘッドコーチにジェリコ・パブリセヴィッチが就任。

## 国際大会
- 男子アジア選手権
  - 優勝: 中国
  - 準優勝: 韓国
- 男子欧州選手権
  - 優勝: リトアニア
  - 準優勝: スペイン
- 女子欧州選手権
  - 優勝: ロシア
  - 準優勝: チェコ
- 男子アメリカ選手権
  - 優勝: アメリカ合衆国
  - 準優勝: アルゼンチン
- 女子アメリカ選手権
  - 優勝: ブラジル
  - 準優勝: キューバ
- ユーロリーグ
ファイナル（バルセロナ） FCバルセロナ（スペイン） 76-65 ベネトン・トレヴィーゾ（イタリア）
- FIBAアジアチャンピオンズカップ
決勝（クアラルンプール） Al-Wahda（シリア） 96-63 アル・ラーヤン（カタール）

## 国内大会

### 日本国内
- 全日本総合バスケットボール選手権大会
男子
  - 優勝:アイシン精機アイシンシーホース
  - 準優勝:松下電器パナソニックスーパーカンガルーズ

女子
  - 優勝:ジャパンエナジーJOMOサンフラワーズ
  - 準優勝:シャンソン化粧品Vマジック
- Wリーグファイナル
  - 優勝:ジャパンエナジーJOMOサンフラワーズ
  - 準優勝:日本航空JALラビッツ
- JBLスーパーリーグ
  - 優勝:アイシン精機アイシンシーホース
  - 準優勝:トヨタ自動車アルバルク
- 第33回全国高等学校バスケットボール選抜優勝大会
男子
  - 優勝:洛南（京都）
  - 準優勝:北陸（福井）

女子
  - 優勝:常葉学園（静岡）
  - 準優勝:中村学園女子（福岡）
- 第34回全国高等学校バスケットボール選抜優勝大会
男子
  - 優勝:能代工業（秋田）
  - 準優勝:福岡大附大濠（福岡）

女子
  - 優勝:桜花学園（愛知）
  - 準優勝:東京成徳大学（東京）

### NBA
- NBAファイナル
  - サンアントニオ・スパーズ（西） （4勝2敗） ニュージャージー・ネッツ（東）

## 死去
- 5月14日 - デイブ・ディバッシャー